# Coupe d'Afrique des nations de football des moins de 17 ans 1995
Navigation
Édition précédente CAN U17 1997
La Coupe d’Afrique des nations des moins de 17 ans 1995 est un tournoi de football organisé par la Confédération africaine de football (CAF). Elle se déroule tous les deux ans et oppose les meilleurs sélections africaines des moins de 17 ans.
L'édition 1995 a eu lieu au Mali et elle a vu la victoire de la Ghana face au Nigeria sur le score de trois buts à un après prolongation.

## Qualifications

### Premier tour
Les vainqueurs accèdent au deuxième tour sur deux matchs (aller/retour).
| Équipe 1       | Score   | Équipe 2      | Aller | Retour |
| -------------- | ------- | ------------- | ----- | ------ |
| Afrique du Sud | 4-2     | Zimbabwe      | 3-1   | 1-1    |
| Zambie         | 6*-1    | Botswana      | 6-0   | 0-1    |
| Maurice        | 0-4     | Malawi        | 0-1   | 0-3    |
| Égypte         | 5-1     | Algérie       | 2-0   | 3-1    |
| Guinée-Bissau  | 1-2     | Guinée        | 1-1   | 0-1    |
| Nigeria        | 5-1     | Angola        | 2-1   | 3-0    |
| Togo           | 1-3     | Ghana         | 0-1   | 1-2    |
| Tunisie        | forfait | Bénin         | /     | /      |
| Côte d'Ivoire  | forfait | Congo         | /     | /      |
| Sierra Leone   | forfait | Sénégal       | /     | /      |
| Tanzanie       | forfait | Cameroun      | /     | /      |
| Soudan         | forfait | Ouganda       | /     | /      |
| Mozambique     | forfait | Zaïre -17 ans | /     | /      |
| Maroc          | forfait | Cap-Vert      | /     | /      |

- Bien que la Zambie gagne 6 buts à 1 sur l'ensemble des deux matchs, elle est disqualifiée et c'est le Botswana qui passe au deuxième tour.

### Deuxième tour
Les vainqueurs accèdent à la phase finale sur deux matchs (aller/retour).
| Équipe 1       | Score | Équipe 2   | Aller | Retour |
| -------------- | ----- | ---------- | ----- | ------ |
| Afrique du Sud | 0-2   | Mozambique | 0-0   | 0-2    |
| Égypte         | 0-1   | Soudan     | 0-0   | 0-1    |
| Maroc          | 1-2   | Tunisie    | 1-0   | 0-2    |
| Tanzanie       | 0-2   | Guinée     | 0-0   | 0-2    |
| Côte d'Ivoire  | 2-4   | Nigeria    | 1-1   | 1-3    |
| Sierra Leone   | 1-2   | Ghana      | 1-0   | 0-2    |
| Botswana       | 2-1   | Malawi     | 2-0   | 0-1    |

## Participants à la phase finale
- Botswana
- Ghana
- Guinée
- Mali (pays-hôte)
- Mozambique
- Nigeria
- Soudan
- Tunisie

### Phase finale

#### Groupe A
| Rang | Équipe     | Pts | J | G | N | P | Bp | Bc | Diff |
| ---- | ---------- | --- | - | - | - | - | -- | -- | ---- |
| 1    | Ghana      | 9   | 3 | 3 | 0 | 0 | 10 | 0  | +10  |
| 2    | Mali       | 3   | 3 | 1 | 0 | 2 | 3  | 3  | 0    |
| 3    | Mozambique | 3   | 3 | 1 | 0 | 2 | 3  | 5  | -2   |
| 4    | Tunisie    | 3   | 3 | 1 | 0 | 2 | 2  | 10 | -8   |

#### Groupe B
| Rang | Équipe   | Pts | J | G | N | P | Bp | Bc | Diff |
| ---- | -------- | --- | - | - | - | - | -- | -- | ---- |
| 1    | Nigeria  | 9   | 3 | 3 | 0 | 0 | 9  | 1  | +8   |
| 2    | Guinée   | 4   | 3 | 1 | 1 | 1 | 5  | 3  | +2   |
| 3    | Soudan   | 4   | 3 | 1 | 1 | 1 | 3  | 5  | -2   |
| 4    | Botswana | 0   | 3 | 0 | 0 | 3 | 1  | 9  | -8   |

### Carré final

#### Demi-finales
| 1/2 finale | Ghana | 3 - 0 | Guinée |  |  |
|            |       |       |        |  |  |

| 1/2 finale | Nigeria | 3 - 1 | Mali |  |  |
|            |         |       |      |  |  |

#### Match pour la troisième place
| Match pour la 3e place | Guinée | 2 - 1 ap | Mali |  |  |
|                        |        |          |      |  |  |

#### Finale
| Finale | Ghana | 3-1 ap | Nigeria |  |  |
|        |       |        |         |  |  |

## Résultat
| Vainqueur CAN U17 1995 Ghana 1er titre |

## Sélections qualifiées pour la coupe du monde U17
Les trois nations africaines qualifiées pour la coupe du monde de football des moins de 17 ans 1995 en Équateur sont : 
- Ghana
- Nigeria
- Guinée